# Variégation
 (juin 2020).

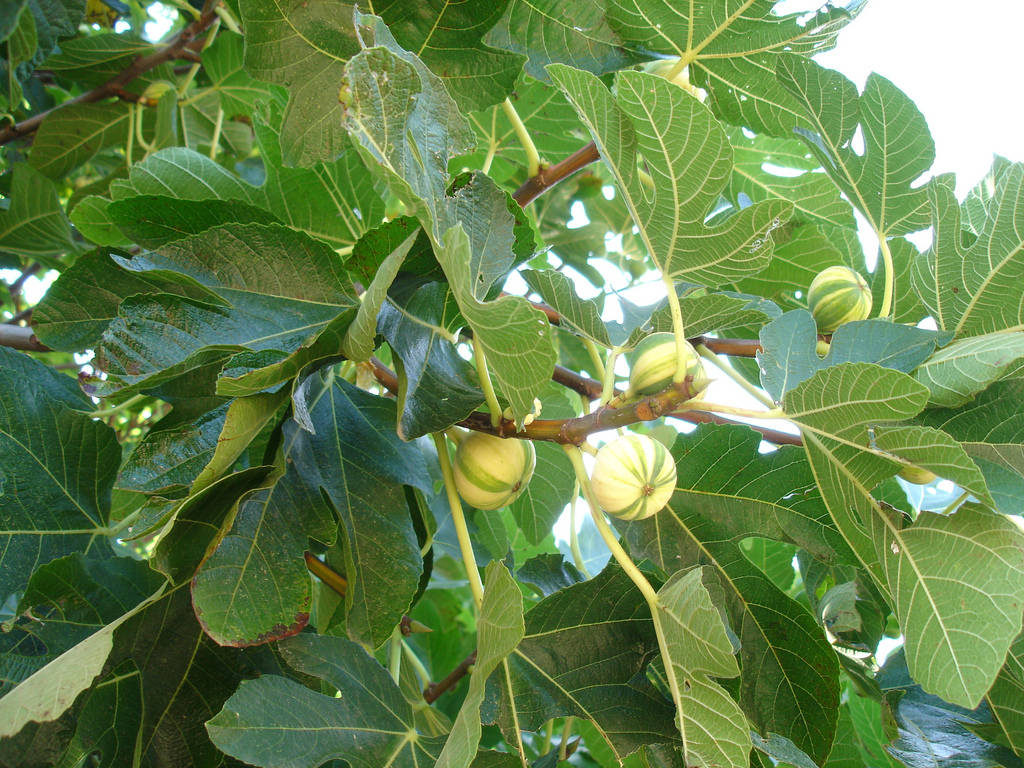
Phénomène de variégation de la couleur au niveau du fruit de Ficus carica (cultivar Panascè).

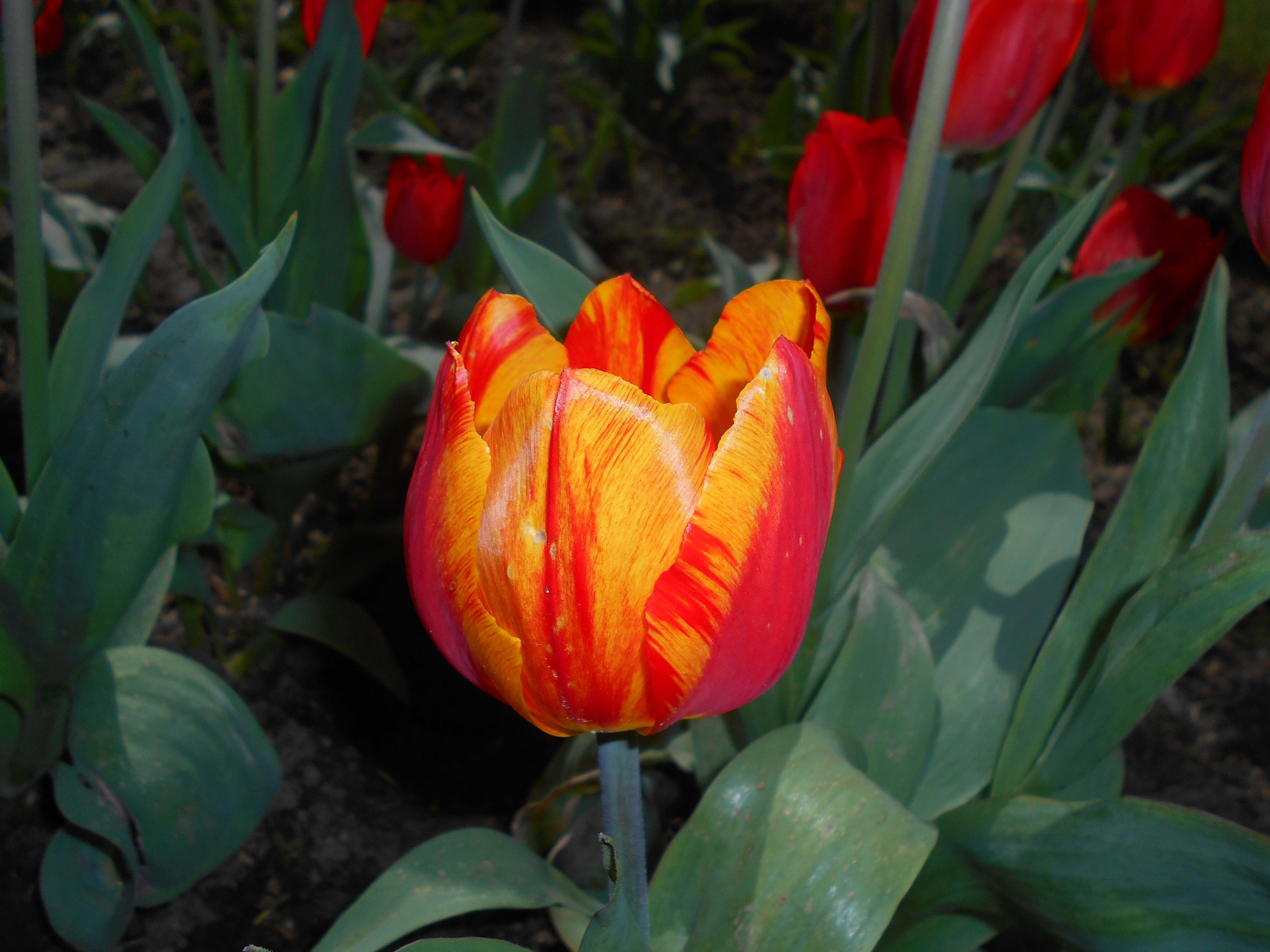
Symptômes de panachures sur une fleur, dus au virus de la panachure de la tulipe.

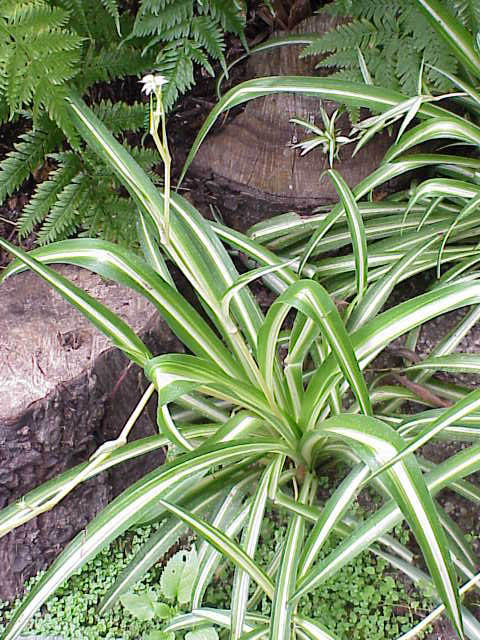
Les feuilles panachées (ici Chlorophytum comosum 'Variegatum') sont fréquentes dans les strates inférieures des forêts tropicales.

La variégation est « la présence de mosaïcisme dans un même tissu, organe ou organisme. Ce terme est généralement utilisé pour désigner les plantes présentant une coloration verte et albinos dans une feuille ou des taches de couleur contrastée dans une feuille ou une fleur ». Ce phénomène peut être dû chez les plantes à une infection virale, à une déficience nutritionnelle, à une chimère sectorielle (variégation chimérique). Il s'applique également chez les plantes et les animaux, à l'effet position d'un allèle (variégation positionnelle liée à la conformation chromatinienne dans laquelle il est situé).

## Mécanismes
La présence simultanée d'une coloration verte et albinos peut être due à une perte de chlorophylle ou à la formation de couches d'air entre les tissus végétaux.
La variégation positionnelle (en) est due à la modification de facteurs hétérochromatiniens. En effet :
- lors du passage de l'état hétérochromatique à euchromatique, il y a activation de l'expression du gène, qui se manifeste alors normalement et on ne remarque plus de variégation,
- dans le sens inverse (euchromatique vers hétérochromatique) il y a au contraire désactivation du gène (extinction génique) et la variégation se manifeste. On parle alors d'effet "enhancer" ("amplificateur", en anglais) de variégation.

## Quelques exemples
- différences de coloration de l'œil de drosophile

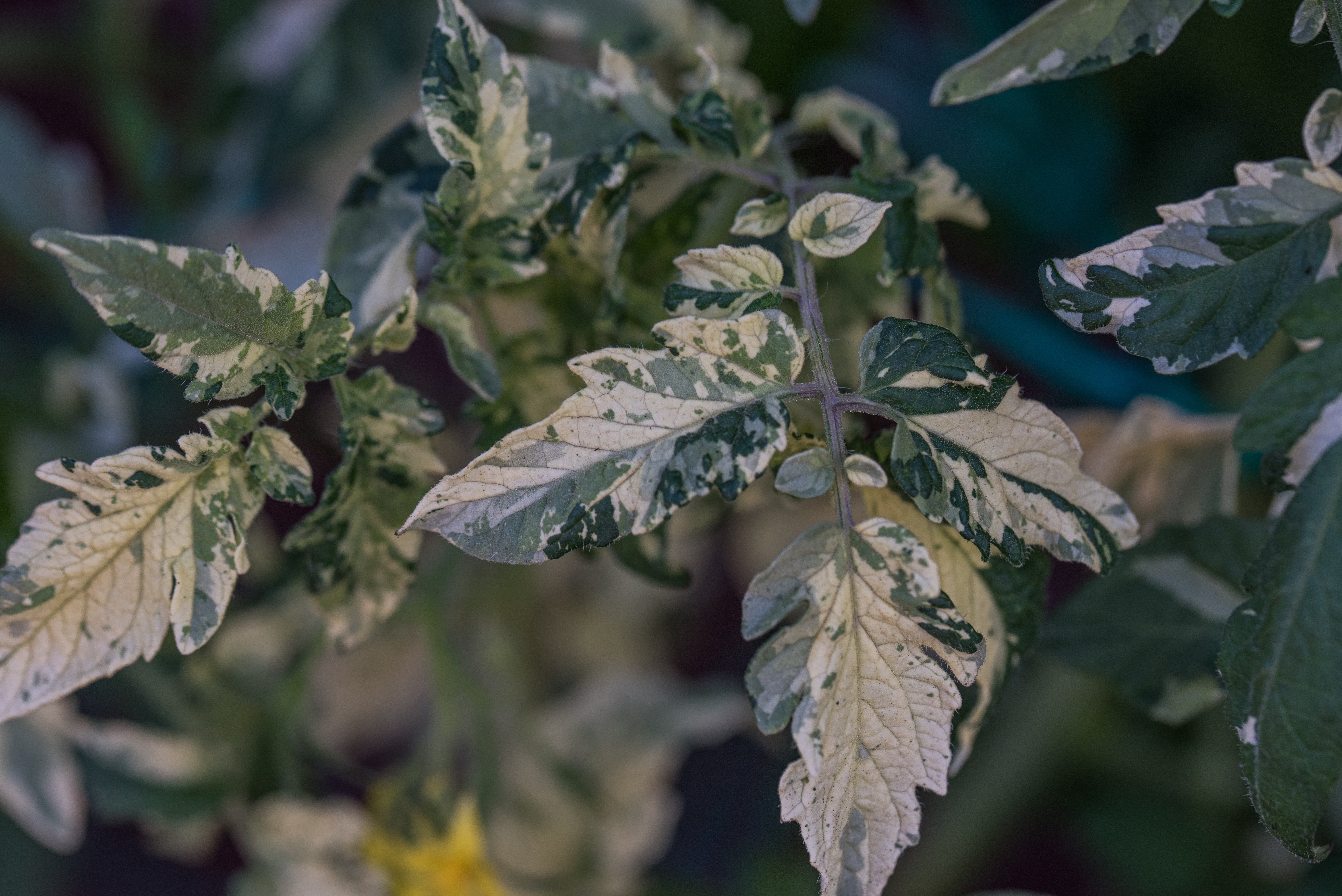
tomate variegated. tomate splash of cream

- tomate variegated. tomate splash of creamdifférences de pigmentation chez les plantes (phénomène appelé parfois panachure ou bigarrure) sur une feuille, un pétale ou un fruit (effet naturel selon le processus de dérive génétique ou effet artificiel créé par manipulations génétiques en laboratoire[9]). Les différents types de panachures portent des noms latins : bicolor (deux couleurs), discolor ou multicolor (plusieurs couleurs), maculata (tacheté), marginata (marginé), marmorata (marbré), pictum (peint), quadricolor (quatre couleurs), reticulata (veiné), striata (strié), tricolor (trois couleurs), variegata (panaché)[10].

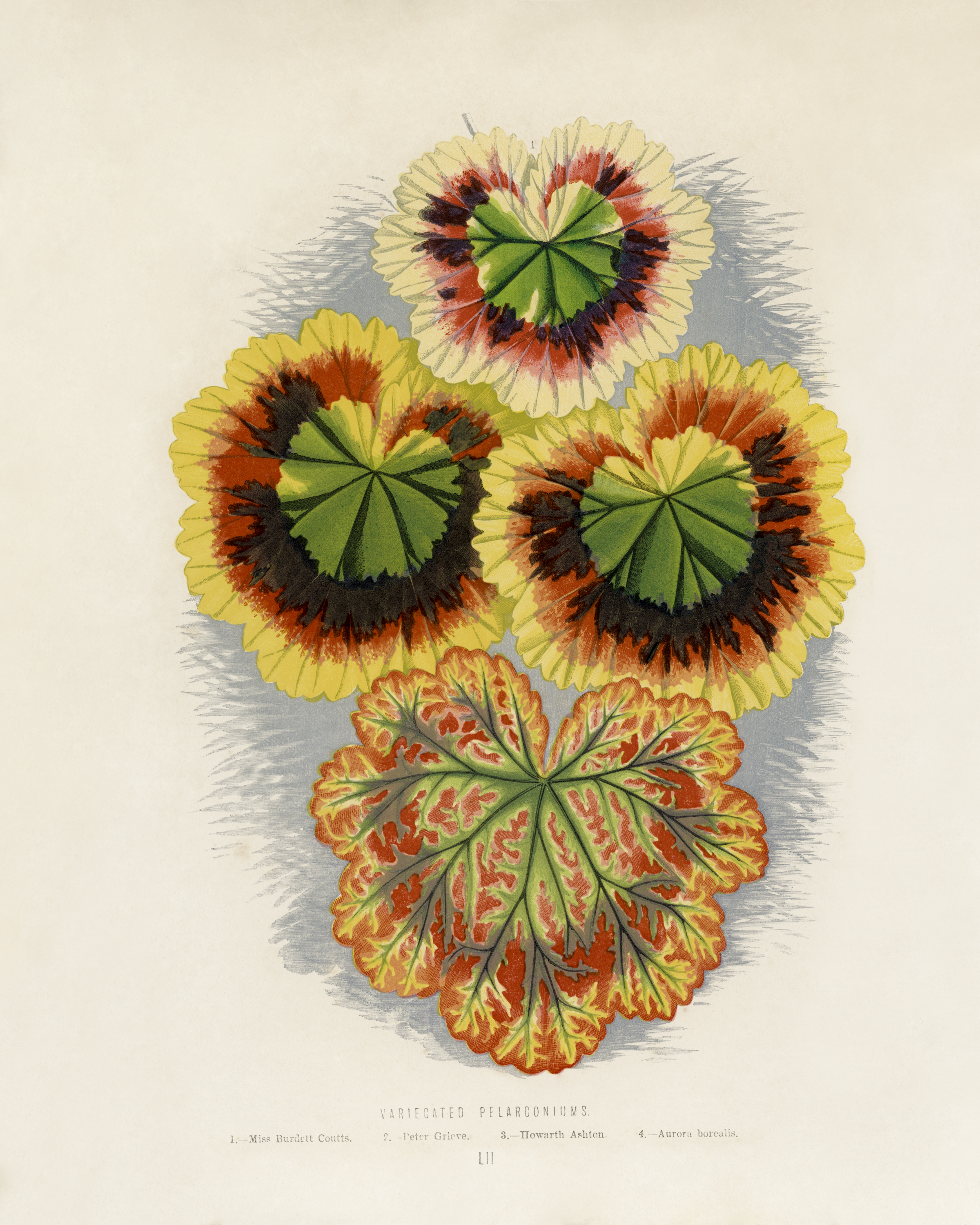
Panachures chez des Pélargonium.
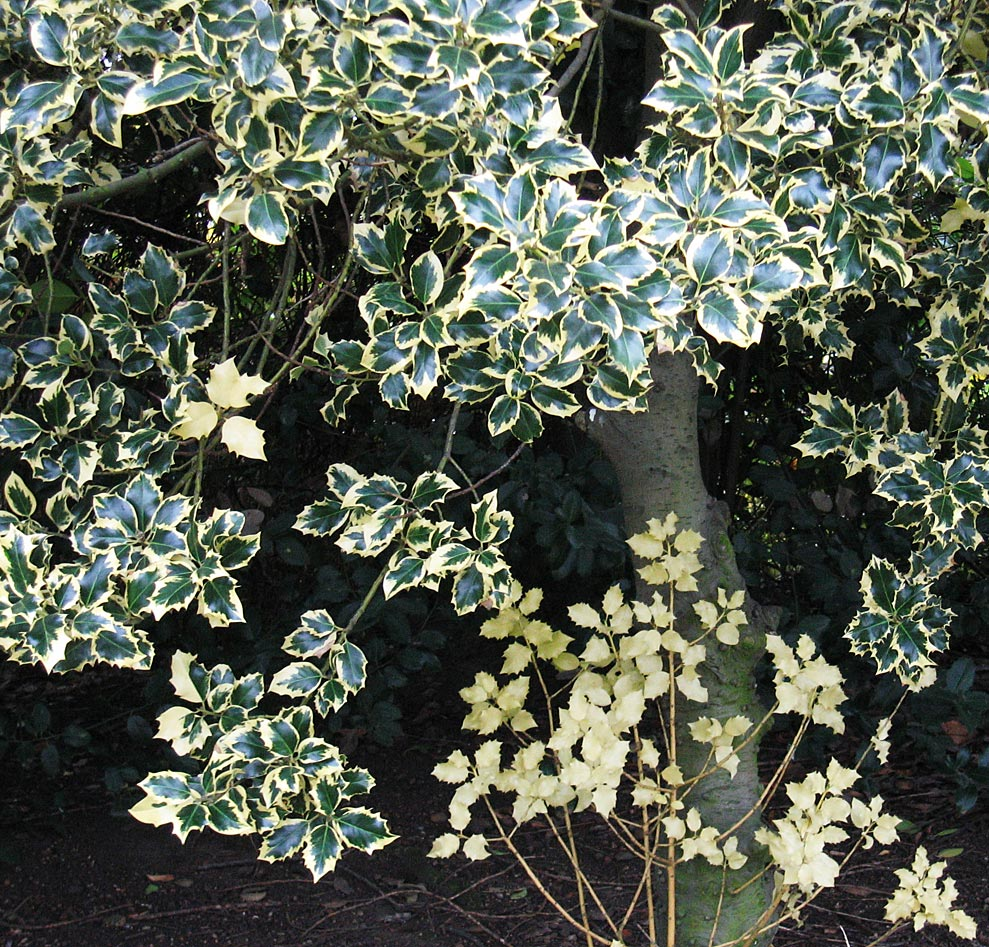
Variégation sur feuilles de houx.
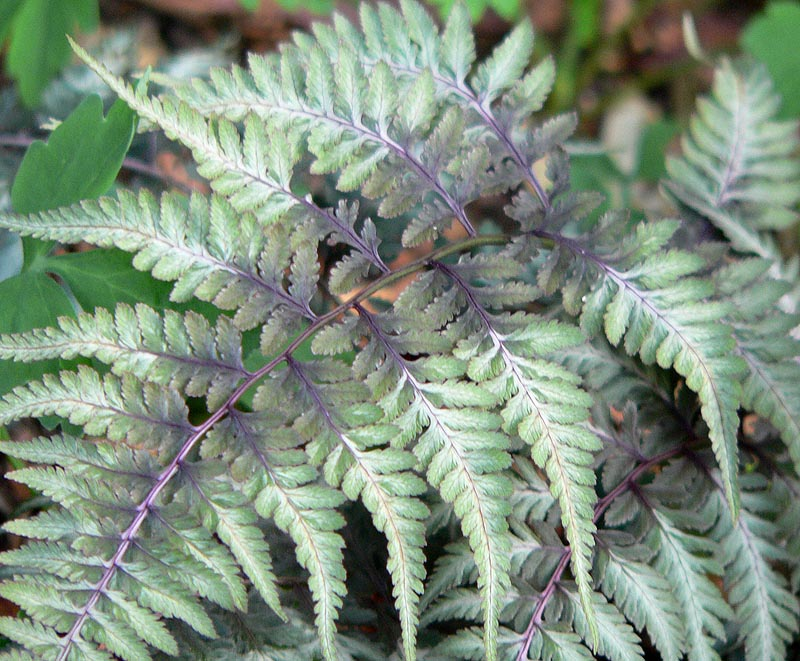
Athyrium niponicum var. pictum, la fougère peinte du Japon
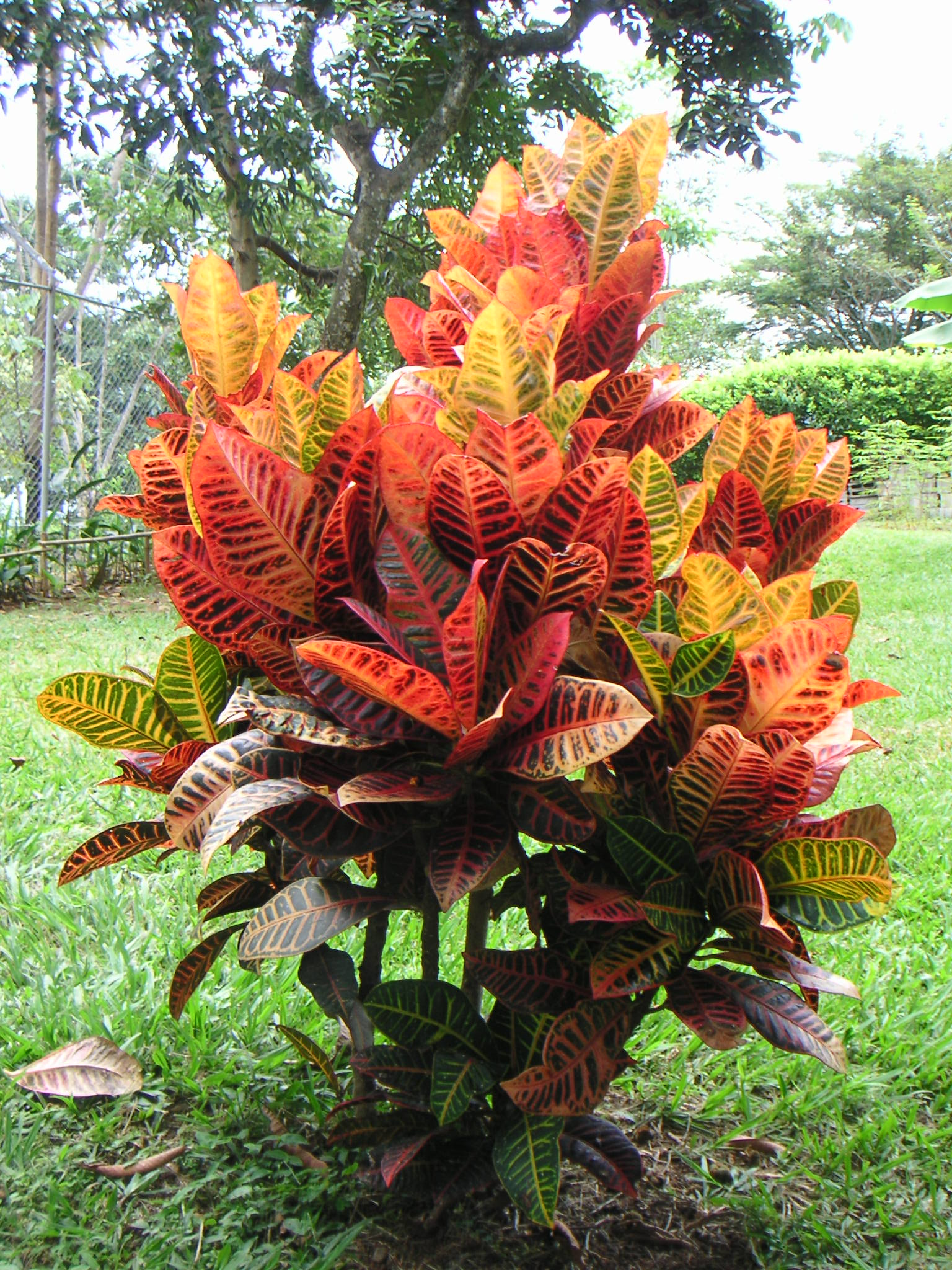
Le Croton, exemple de chimère sectorielle.